# Ceinidae
Ceinidae (лат.) — семейство ракообразных из отряда бокоплавов (Hyaloidea, ранее в Talitroidea, Gammarida).

## Описание
Тело латерально сжатое, с кутикулярными ямками. Мандибулярный моляр тритуративный (перетирающий) или конусообразный (Ceina). Пальпа максиллы 1 присутствует (варьирует по размеру) или отсутствует у Ceina. Гнатопод 2 самца половой диморфный (Ceina) или нет. Тазики 1—4 лишены заднелатеральных отростков. Уропод 3 лишён рами. Тельсон частично расщеплён. Единственный глубоководный вид Waitomo manene Barnard, 1972 был обнаружен на глубинах от 860 до 1683 м около Новой Зеландии.

## Распространение
Морские обитатели литорали: Австралия, Новая Зеландия, Филиппины, острова Хуан-Фернандес (Чили).

## Классификация
Включает 3 рода и 7 видов. Семейство впервые выделено в 1972 году американским зоологом Джерри Лоренсом Барнардом (Jerry Laurens Barnard, 1928—1991). Включено в состав Hyaloidea. До 2019 года семейство включалось в Talitroidea.
До 1972 года рассматривалось как часть семейства Phliantidae. Некоторые роды ранее рассматривались в Hyalidae или были перенесены в Hyalidae.
- Ceina Della Valle, 1893
  - Ceina carinata  (Pirlot, 1936) — море Сулу (Филиппины)
  - Ceina egregia  (Chilton, 1883) — Новая Зеландия
  - Ceina gerlachae  Coleman, 2009 — Квинсленд, Большой Барьерный риф[11]
  - Ceina platei  Schellenberg, 1935 — острова Хуан-Фернандес (Чили)[3]
  - Ceina wannape  J.L. Barnard, 1972 — Западная Австралия
- Taihape J. L. Barnard, 1972[12]
  - Taihape karori  J.L. Barnard, 1972 — Новая Зеландия
- Waitomo J. L. Barnard, 1972
  - Waitomo manene  J.L. Barnard, 1972 — Новая Зеландия